# 中里優奈
中里 優奈（なかざと ゆうな、1981年8月25日 - ）は、日本の元AV女優。
東京都出身。血液型：B型。身長:161cm。スリーサイズ:B84・W56・H83。特技：柔道（黒帯）

## 略歴
- 2000年 - 単体女優としてAVデビュー。
- その後、キカタン（企画単体）女優に転向。
- 2003年 - 引退。

## 作品

### アダルトビデオ
2000年
- 乙女座のイヴ（7月16日、宇宙企画（メディアステーション））
- 中里優奈はレンタル中!!（8月24日、セクシア（トライハートコーポレーション））
- ヘルスエンジェル（9月9日、宇宙企画）

2001年
- 宅配ソープでございます（2月28日、アトラス21）共演:青木沙彩
- アメリカンハードコア（3月1日、MOODYZ）共演:ナディア、斉藤つかさ
- ビージーン 11（3月24日、桃太郎映像出版）
- ブラックザーメン（4月1日、MOODYZ）
- 剃毛（5月1日、MOODYZ）
- 中出し二十連発 20Shooter（10月18日、ファック ファーム）
- ビップシャワー1（12月19日、ワープエンタテインメント）共演:岡崎美女、矢沢ようこ

2002年
- お姉さんの甘い誘惑（3月15日、LEO）他出演:仲本みなみ、相澤まほ、高橋早苗、風野チカ
- メヴィウスOVER 前編（3月16日、オーロラプロジェクト）共演:松平ゆかり
- メヴィウスOVER 中編（3月16日、オーロラ・プロジェクト）共演:松平ゆかり
- メヴィウスOVER 後編（3月16日、オーロラ・プロジェクト）共演:松平ゆかり
- 先生のプライベートエロス（4月19日、LEO）他出演:相澤まほ、橘せりな、七海りあ、大西直花
- 女子校生れず 先輩と私 31（4月25日、U&K）共演:樋口みらい
- YOUNA ゆうな Part.1（5月22日、オーロラ・プロジェクト）
- YOUNA ゆうな Part.2（5月22日、オーロラ・プロジェクト）
- 堕ちたスチュワーデス M女志願（5月22日、グローリークエスト）他出演:星川はるか
- パンチラ ラブリー 女子校生 PART.2（6月7日、デジタルドリーム）他出演:夏川あゆ、水野奈菜、芳深かずな、愛沢春奈
- 綺麗なお姉さんなのに（6月21日、V&Rプランニング）他出演:倉本安奈、沢賀名、島塚薫、南星良、福島美砂
- 聖奴（7月10日、スエラ）共演:水島早苗、水野あい、今野真記
- いぢめられっ娘（7月20日、ホットエンターテイメント）共演:倉本安奈、氷咲沙弥
- 中里優奈の大汐吹きFUCK（7月25日、素人倶楽部）
- 緊縛! 中里優奈（7月26日、ビッグモーカル）
- WWAV　設立編〜新章〜AVW逆襲の条件（8月8日、オブテイン・フューチャー）共演:桜田由加里、泉星香、ジャイアント小野、桜井アヤ、氷咲沙弥、水野奈菜、秋津薫
- ニャンニャンしよう!（8月27日（レンタル）／2002年9月20日（セル）、宇宙企画）共演:沙里奈ゆり、岬じゅん
- Realism 中里優奈（9月12日、プレステージ）
- WWAV　〜第二章〜　兆し（10月25日、オブテイン・フューチャー）共演:長瀬愛、桜井アヤ、蘭望実、泉星香、澤宮有希、菊池麗子、ジャイアント小野、水野奈菜
- バーチャル保健室の先生は柔道初段（11月20日、ホットエンターテイメント）
- Virtual Panst Onanie 叶結香里（11月28日、ジャネス）他出演:叶結香里、水嶋優奈
- THE 痴女 淫女男喰（12月6日、ジャネス）他出演:長瀬愛、氷咲沙弥
- 24人のカリスマアイドル 2（12月13日、ケイ・エム・プロデュース）他23名出演

2003年
- 性癖（1月21日、ジャネス）
- Sex Mix Party3（2003年1月21日、h.m.p）共演:夏木亜矢、藤森かおり、矢野涼子
- THE BUST SEX SAYA YUHKA YUHNA（2003年3月20日、ジャネス）他出演:氷咲沙弥、白鳥ゆうか
- クリームギャルズスペシャル 3（2003年3月21日、ビデオバンク）他出演:水野あい、水野礼子、三上翔子、他素人ギャル ※引退作
- 露出接吻（4月22日、未来・フューチャー）共演:加藤由香 他出演:菊池麗子、叶結香里
- 飛室璃杏の調教物語（5月15日、隼エージェンシー）共演:香咲るり、飛室璃杏
- LEG SEX（6月6日、ジャネス）他出演:蘭望実、萩原さやか
- W痴女 中里優奈&加藤由香（8月8日、ジャネス）共演:加藤由香
- Tokyo Car Sex（10月22日、春風企画）他出演:夏川亜弓、森川はる希、水島早苗
- Love sessionII（AVS）他出演:三月あん

他